# Народный писатель Азербайджана
«Народный писатель Азербайджана» (азерб. Xalq yazıçısı) — почетное звание Азербайджанской Республики, присваиваемое за особые заслуги в развитии азербайджанской литературы.

## Присвоение
Президент Азербайджанской Республики присваивает почетное звание по личной инициативе, а также по предложению Национального Собрания и Кабинета Министров.
Почетное звание присваивается только гражданам Азербайджанской Республики. Согласно указу почетное звание «Народный писатель Азербайджана» не может быть присвоено одному и тому же лицу повторно.
Удостоенное почетного звания лицо может быть лишено почетного звания в случае:
1. осуждении за тяжкое преступление;
2. совершения проступка, запятнавшего почетное звание

## Указ об учреждении
Почетное звание «Народный писатель Азербайджана» было учреждено указом Президента Азербайджанской Республики от 22 мая 1998 года наряду с некоторыми другими званиями:

## Описание
Лица, удостоенные почетного звания «Народный писатель Азербайджана» Азербайджанской Республики также получают удостоверение и нагрудный знак почетного звания Азербайджанской Республики. Нагрудной знак почетного звания носится на правой стороне груди.

## Список народных писателей Азербайджана
1. 3 июня 1991 — Аббасзаде, Гусейн Аббас оглы[4]
2. 10 сентября 1992 — Ахмедли, Сабир Магомед оглы[5]
3. 23 мая 1998 — Эфендиев, Эльчин Ильяс оглы[6]
4. 23 мая 1998 — Ибрагимбеков, Максуд Мамед Ибрагим оглы[6]
5. 23 мая 1998 — Ибрагимбеков, Рустам Мамед Ибрагим оглы[6]
6. 23 мая 1998 — Ибрагимов, Гусейн Мамедали оглы[6]
7. 23 мая 1998 — Наибов, Акрам Наджаф оглы[6]
8. 23 мая 1998 — Рзаев, Анар Расул оглы[6]
9. 23 мая 1998 — Векилов, Юсиф Самед оглы[6]
10. 28 декабря 2001 — Джафарзаде, Азиза Мамед кызы[7]
11. 27 января 2003 — Мусаев, Гылман Исабала оглы (Илькин Гылман)[8]
12. 12 июля 2005 — Абдуллаев, Чингиз Акиф оглы[9]
13. 12 июля 2005 — Абдуллаев, Гюльгусейн Гусейн оглы[9]
14. 4 ноября 2006 — Балакишиев, Мовлуд Сулейман оглы (Мовлуд Сулейманлы)[10]
15. 25 мая 2018 — Ахундова, Эльмира Гусейн кызы[11]
16. 25 мая 2019 — Абдуллаев, Кямал Мехди оглы (Кямал Абдулла)[12]
17. 25 мая 2019 — Расулзаде, Натиг Расул оглы[12]
18. 25 мая 2019 — Велиева, Афаг Масуд кызы (Афаг Масуд)[12]